# Vjekoslav Bevanda
Vjekoslav Bevanda, né le 13 mai 1956 à Mostar, est un homme d'État bosnien membre de l'Union démocratique croate de Bosnie et Herzégovine (HDZ BiH). Il est président du Conseil des ministres du 12 janvier 2012 au 31 mars 2015.

## Formation et carrière professionnelle
Vjekoslav Bevanda est né le 13 mai 1956 à Mostar, alors en Yougoslavie. Il obtient une maîtrise d'économie en 1979.
Entre 1979 et 1989, il est directeur financier au sein de l'entreprise d'aéronautique SOKO. Entre 1990 et 1993, il dirige la banque Apro. Entre 1993 et 1999, il est membre du conseil d'administration du groupe Eurosped et dirige les filiales de la banque Nord Adria à Trieste et à Vienne. Entre 2000 et 2001, il est le directeur l'Euro centar à Split. Entre 2001 et 2007, il dirige la banque CBS à Sarajevo et la filiale du groupe NLB à Mostar.

## Carrière politique
Entre 2007 et 2011, il est ministre des Finances de la fédération de Bosnie-et-Herzégovine.
Le 29 décembre 2011, l'Union démocratique croate de Bosnie et Herzégovine (HDZ BiH) propose Vjekoslav Bevanda au poste de président du Conseil des ministres de Bosnie-Herzégovine. Après quinze mois de crise politique ayant suivi les élections législatives d'octobre 2010, les principaux partis se sont accordés pour former un gouvernement de coalition dont les postes ministériels seront répartis entre les trois groupes ethniques du pays, Bosniaques, Croates et Serbes.
Le 4 janvier 2012, il est nommé président du Conseil des ministres par la présidence tripartite de la Bosnie-Herzégovine. Il est investi par le Parlement le 12 janvier avec 31 voix pour, 2 contre et 3 abstentions. Il déclare « Je considère cette nomination comme un défi et une occasion de mettre fin aux actes politiques négatifs qui ont érodé les réussites accomplies dans la création de notre État. »

## Vie privée
Vjekoslav Bevanda est marié et père de deux filles.